# Galeon
Galeon foi um navegador de Internet alternativo para o ambiente GNOME, baseado no Mozilla. Praticamente todas as distribuições Linux tinham o Galeon em seus repositórios. A sua proposta era ser simples e rápido. Era possível usar todos os plugins do Firefox no Galeon, e portanto não se perdia quase nada ao usá-lo.